# Грушуватка
Грушува́тка — село в Україні, у Кам'янському районі Дніпропетровської області. Входить до складу Саксаганської сільської громади. Населення — 979 мешканців.

## Географія

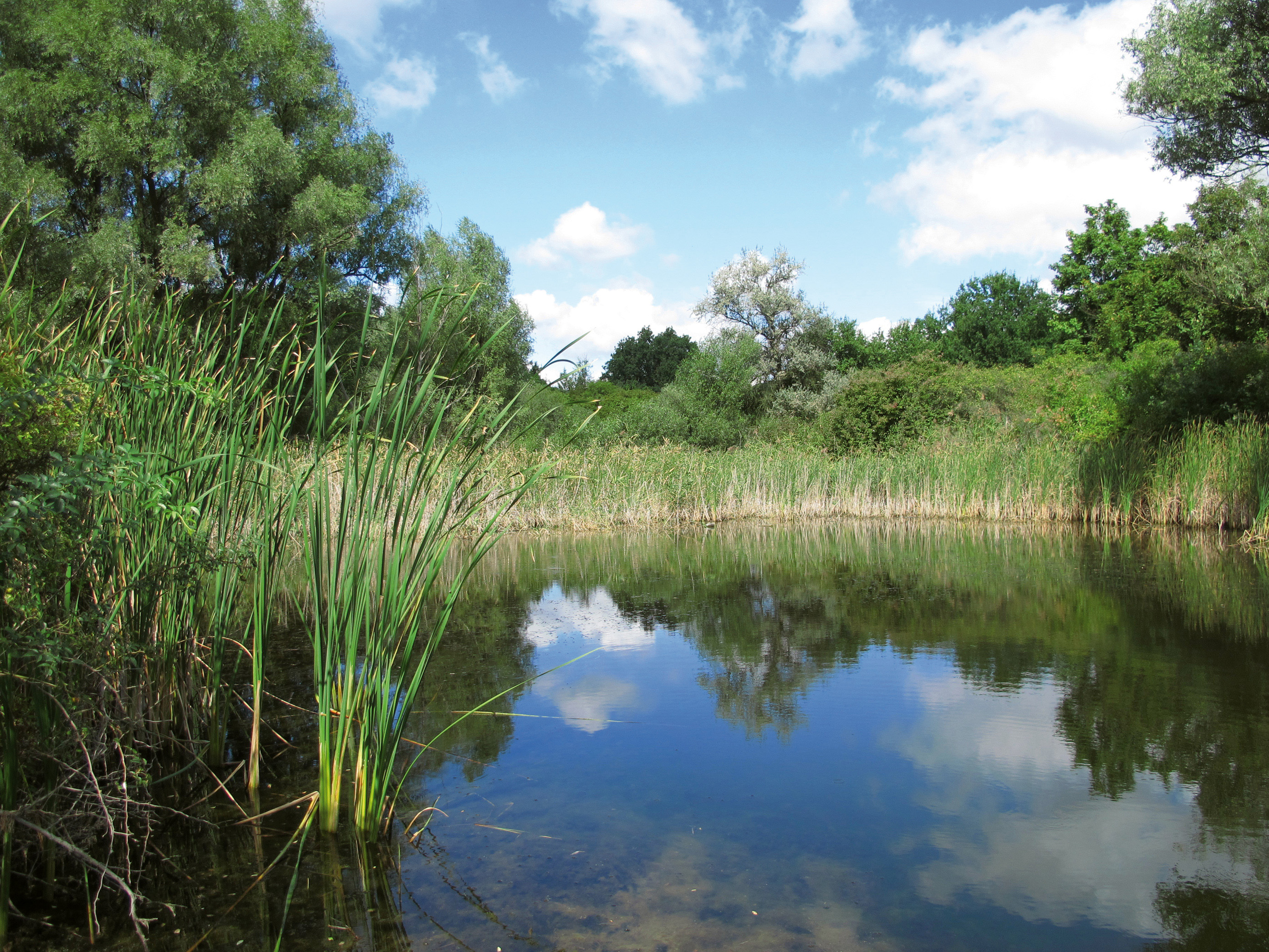
Природа біля села

Село Грушуватка знаходиться за 2,5 км від правого берега річки Саксагань. Селом протікає річка Балка Осиковата, вище за течією якого примикає село Красноіванівка, нижче за течією на відстані 0,5 км розташоване село Саксагань. Поруч проходять автомобільна дорога М04 (E50) і окрема залізнична гілка, станція Красноіванівка (недіюча).

## Історія
- 1744 — перша згадка про село Грушуватка.
- До 2017 року орган місцевого самоврядування — Грушуватська сільська рада.

## Населення
Згідно з переписом УРСР 1989 року чисельність наявного населення села становила 1012 осіб, з яких 435 чоловіків та 577 жінок.
За переписом населення України 2001 року в селі мешкали 963 особи.

### Мова
Розподіл населення за рідною мовою за даними перепису 2001 року:
| Мова       | Відсоток |
| ---------- | -------- |
| українська | 94,99 %  |
| російська  | 3,68 %   |
| циганська  | 1,02 %   |
| вірменська | 0,31 %   |

## Економіка
- ЧХ «Біла криниця».

## Об'єкти соціальної сфери
- Дитячий садочок.
- Фельдшерсько пункт.

## Відомі люди
Народжені в селі:
- Пупченко Микола Григорович (нар. 01.10.1946) — хореограф, балетмейстер, педагог, викладач хореографічних дисциплін, голова циклової комісії «Хореографія» Чернівецького училища мистецтв ім. Сидора Воробкевича. ВІдмінник освіти України (2006). Заслужений працівник культури України (2009).
- Панич Григорій Іванович (нар. 2 травня 1930 — †17 серпня 2005, місто Боярка) — український науковець, мовознавець та енциклопедист, кандидат філологічних наук, доцент Київського національного лінгвістичного університету.

## Інтернет-посилання
- Погода в селі Грушуватка [Архівовано 20 грудня 2011 у Wayback Machine.]